# Romange
Romange es una localidad y comuna francesa situada en la región de Franco Condado, departamento de Jura, en el distrito de Dole y cantón de Rochefort-sur-Nenon.

## Demografía
| 108 | 115 | 111 | 139 | 154 | 182 | 132 |
| Para los censos de 1962 a 1999 la población legal corresponde a la población sin duplicidades (Fuente: INSEE [Consultar]) |     |     |     |     |     |     |